# Konrád II. Lucemburský
Konrád II. Lucemburský (1106–1136) byl lucemburský hrabě v letech 1129–1136. Jeho otcem byl Vilém Moselský, který pocházel z moselské dynastie. Konrád neměl mužského dědice, a tak lucemburské léno po jeho smrti spadlo zpět na Říši. Císař je poté propůjčil Jindřichovi z Namuru, Konrádovu bratranci, který tak vešel do dějin jako Jindřich IV. Lucemburský.
| Předchůdce: Vilém Moselský | Znak z doby nástupu | Lucemburský hrabě 1129–1136 | Znak z doby konce vlády | Nástupce: Jindřich IV. Lucemburský |